# Обилићев венац
| Улица · ОБИЛИЋЕВ ВЕНАЦ | Улица · ОБИЛИЋЕВ ВЕНАЦ |
| ---------------------- | ---------------------- |
|                        |                        |
| Општина                | Стари град (Београд)   |
| Почетак                | Трг Републике          |
| Крај                   | Цара Лазара            |
| Дужина                 | 410 m                  |
| Ширина                 | 10 до 25 m             |
| Створена               | 1723–1867.             |
| Названа                | 1872.                  |
|                        |                        |
|                        |                        |

Обилићев венац, пешачка зона и трговачки центар налази се у законом заштићеној амбијенталној целини ”Кнез Михаилова улица”, са низом стамбено-пословних зграда насталих у периоду 1900. г. до 2000. г.

## Подручје Обилићевог венца — настанак улице
Обилићев венац несумњиво спада у ред старих и вредних градских споменичких амбијената на подручју Београда. Најуже повезан са Кнез Михаиловом улицом, Косанчићевим венцем и Београдском Тврђавом чини, у суштини, једино материјално сведочанство континуираног трајања града Београда, од његових најстаријих римских времена до данас.
Већ у античко доба, подручје улице је услед специфичне конфигурације терена за комуникациону трасу користило највишу коту, односно гребен од кога се спуштају благе падине према обали реке Саве. Географски положај гребена је према томе у каснијим историјским периодима био основни чинилац обликовања и намене Обилићевог венца. Засигурно је улица била зацртана још у време Римљана када се у Кнез Михаиловој улици већ налазио центар насеља Сингидунум.
Под најездом Варвара подручје Обилићевог венца бива опустошено. Агонија пропадања улице се наставила током целог средњег века те ће кулминирати самим нестајањем са урбанистичке мапе тадашњег Београда и претварања у зелену пољану. Улица ће оживети у XV веку у време владавине Деспота Стефана Лазаревића и то, пре свега, услед поновног успостављања трасе некадашње via cardo односно данашње Кнез Михаилове улице преко које се стизало до насеља на платоу Горњег града.
Оживљавање Обилићевог венца ће на тренутак бити прекинуто 1456. Турском опсадом Београда, када ће на његовом подручју бити постављени шатори турских трупа, а иза њих, ка Врачару, и логор султана Мехмеда II. Шест и по деценија касније ће Османско царство под вођством Сулејман Величанственог преко опустелих пољана на Обилићевом венцу коначно и освојити Београд 29. августа 1521.
Од лета 1521. г. започиње поново насељавање подручја улице која ће доживети процват у време Бајрам бега (1557-1568). Током његове владавине образована је тзв. ”Горња чаршија” која се простирала с обе стране средишње позиционираног турског гробља, на простору између данашњих Кнез Михаилове и Браће Југовића улица.
Генерално говорећи, у време Турака, на овом опустелом подручју је изникла стамбено-пословна четврт ”оријенталног” типа са баштама, механом, Каравансарајем, болницом, чесмом и џамијом. А уз трасу водовода која се поклапала са Кнез Михаиловом улицом изграђено је пет џамија око којих су образоване истоимене четврти, тзв. Махале. Најзначајнија од њих је била ”Ибрахим бегова” џамија на углу Обилићевог венца и Кнез Михаилове улице (на месту некадашње робне куће ”Београд”).
Према познатом геологу и социологу између два светска рата Шемси Дервишевићу, ова џамија је била саграђена између 1572. г. и 1582. г. Исту помињу с краја XVII века водећи европски географи као што су Гумп и "Талијан".
Мада остаје засада непознато ко је заправо био Ибрахим бег, можемо ипак да закључимо да је био значајна личност те да се њему може приписати изградња Бимархане тј. болнице уз саму џамију као и велики каравансарај преко пута, на данашњем месту Кафане ”Руски цар”. Поменуте грађевине по први пут јасно дефинишу данашње препознатљиве контуре улице.

## Почеци европеизације улице кроз продор барокне архитектуре
Бројни покушаји аустријског царства да ”источне хришћане” избави од османског јарма започети су још од XVI века да би постали све учесталији од друге половине XVII века. Пажљивом анализом ”Талијанског плана” из 1696. г. уочава се да су након освајања Београда од Максимилијана II Емануела, 6. септембра 1688, порушене бројне четврти ”махале”, а међу којима је Обилићев венац посебно био опустошен. Ипак, траса улице и даље је пратила линију Ибрахим бегове џамије и каравансараја на месту кафане ”Руски цар” преко пута. Но, искуства из овог рата, налагала су Турцима након поновног преузимања Београда, да предузму нове заштитне мере у виду изградње тзв. ”бастиона”, што јасно указује на зачетке београдског ”шанца”.
У лето 1717. након опсаде Београда, аустријска војска предвођена принцом Евгенијем Савојским (1663-1736) ослободила је по други пут Београд од Турака. У периоду од 1723. до 1736. године, започиње процват града. Швајцарац Никола Доксат де Морез, по налогу аустријског цара Карла VI изводи велике преправке и дограђивања београдске тврђаве те пројектује више јавних зграда у самом граду. Иако је главна улица аустријског Београда била Видинска, (данас Цара Душана), према Видин капији, Обилићев венац ће, са Васином и Митрополитовом улицом, (која је спајала савску и дунавску варош, данас Улица краља Петра), бити "демаркациона линија" која тада дели град на "Српски" и "Немачки Београд". 
"Најисточнији" примерци Барока на тлу Европе
Уз саму линију 'бастиона', тачније речено, преко пута кафане Руски цар, а на углу где се данас налази зидни улични сат "INSA" и парфимерија у приземљу, уздизала се најимпозантнија зграда тадашњег Београда — "Касарна Карла Александра Виртембершког," (1664-1737), тада прокламованог Гувернера, новоуспостављене, од Савојског, "Краљевине Србије" (1718-1739). 
Касарна се простирала од Обилићевог венца до Змај Јовине улице, с једне, и Васине улице с друге стране. Изграђена у типичном "позном" барокном стилу, са богатом декоративном пластиком те 312 прозора и три дворишта за егзерцир, ова својеврсна "Палата-Касарна", представљала је годинама, заједно са Капијом Карла VI на доњем Калемегдану, "најисточнији" примерак барокног стила на тлу Европе.
У то време већ напуштена Ибрахим бегова џамија, (на бр. 32, на месту некадашње робне куће "Београд"), уступила је место ”Бастиону Светог Карла” чија се главна Кула налазила на месту данашњег хотела Мажестик.
Међутим, Београдска тврђава је, са градом Београдом, Београдским миром из 1739. г., без борбе, враћена Османлијама, а Аустријанци су били приморани да поруше новоизграђене бедеме и зграде, међу којима и Касарну, и то, у року од три (бастиона траса око вароши) односно шест (утврђења у склопу тврђаве) месеци. По окончању тих радова град бива у јуну 1740. године предат Османлијама.
Ипак за релативно краткотрајне аустријске владавине 1717-1739, Обилићев венац ће урбанистичком реконструкцијом стећи свој основни и препознатљиви правац који ће се задржати у ткиву улице све до 1867. г. и данашњих дана.

## Реконструкција улице према плановима Емилијана Јосимовића
Дефинитивни одлазак Турака из Београда 1867. г. омогућио је престоници младе кнежевине да по узору на водеће европске градове усвоји концепт низа повезаних улица у форми ”венаца” а који су, у београдском примеру, ревносно пратили трасу ”шанца”. Пројекат реконструкције града Емилијана Јосимовића из 1867. г. ће тај концепт спроводити следећих петнаестак година у дело, захваљујући чему ће и Обилићев венац добити свој данашњи изглед.
1872. г., када и Кнез Михаилова улица, добија данашњи назив и заједно са Косанчићевим и Топличиним Венцима симболично чува спомен на средњи век и српску властелу (в. "Архитектонско наслеђе града Београда I", каталог архитектонских објеката на подручју града Београда 1690-1914, ЗЗЗСКГБ, Саопштења, св.6, Београд, 1966).

## Објекти на Обилићевом венцу изграђени у другој половини 19. века и први становници улице
Изграђивање и архитектонско обликовање улице у наступајућем периоду карактерише подизање углавном једноспратних стамбених кућа у академском или еклектичком стилу, са баштама и доњим спратовима који су, са парне стране улице, досезали до улице Маршала Бирјузове. 
Староседеоци Обилићевог венца
Носиоци изградње ових стамбених кућа су, пре свега, богати трговци или високи државни службеници. Углавном српског порекла, али и неколико цинцарских и јеврејских породица, између осталих, на парној страни улице — Томановићи, сопственик једне од првих изграђених породичних кућа у улици био је Крста М. Томановић, београдски гвожђарски велетрговац, која се налазила на бр. 30, данас бр. 24: плац и кућу у стилу академизма, подигнуту 1858-1860. г., продали су његови наследници Станковић-Гребенац браћи, инжењерима Ђорђу и Александру Србић из Савамале, који ће на том месту изградити 1940. г. стамбено-пословну зграду. Затим Симићи на Обилићевом венцу бр. 22, (до 1945. г. бр. 28), чију је породичну кућу изградио у академском стилу Мијаило Симић 1860. г., а која ће бити реконструисана и проширена 1875. г. до улице Маршала Бирјузова (стари назив "Космајска улица"), да би коначно била порушена 1938. г. ради изградње стамбено-пословне зграде Мише В. Симића. На данашњем бр. 26 живела је деценијама породица Панђела па Мигрић (Коста Панђела и његова ћерка Оливија, удата 1919. г. за трговца Боривоја Мигрића); Панђелина првобитна породична кућа је порушена 1933. г. ради изградње стамбено-пословне зграде породице Боривоја и Оливије Мигрић, у стилу Ар Декоа, a према плановима руског архитекте Владимира Иванович Билинског (1880-1942), Јоцићи (на бр. 18), кућа из 1893. г., порушена 1993. г., за потребе изградње ТЦ 'CITY', Радосављевићи (бр. 20), кућа из 1899. г ., порушена је 1993. г., када и кућа Јоцићевих, Браћа П. Радојловићи на бр. 32, (Ђорђе П. Радојловић и остала браћа Радојловићи), били су сопственици плаца и стамбено-пословне куће изграђене 1897. г., на месту које је, 1936. г., подигнута њихова вишеспратна зграда за потребе прве и једине модерне робне куће у Краљевини СХС под називом "TA-TA". Након другог светског рата, робна кућа је национализована Радојловићима и преименована у "НАМА" — ”Народни магазин” односно "Робне куће Београд"). 
На непарној страни улице, на бр. 27, живели су Нинчићи, Арон и син Момчило Нинчић, реномирани министар спољних послова Краљевине Југославије; њихова породична кућа из 70-их година XIX века, порушена је 1922. г., а ради изградње стамбене зграде породице Момчила Нинчића. Кућа Митровића (Јован и Велизар), на бр. 25, срушена је 1935. г. ради изградње стамбено-пословне зграде за потребе Велизара Митровића. Антонијевићи су живели на бр. 29 (сопственици плаца и куће из 1870'-их година у којој се налазила и стара Кафана "Руски Цар", а након изградње њихове вишеспратнице 1929. г. смештен је нови, и тада најексклузивни ресторан у Београду под истим називом "Руски цар"). Кућа породице Нотарош била је на бр. 17, (саграђена око 1908. г. и порушена средином 60-их XX века ради изградње вишеспратнице за потребе ДП "Југопапир"), и тд.
Марино Тартаља, становник улице

У периоду од 1923. до 1931. године познати југословенски и хрватски сликар Марино Тартаља (1894-1984) се трајније настанио са супругом и сином Оливиером Тартаљом (1923-2003) у Београду, и то на Обилићевом венцу бр. 28 (сада бр. 22) код породице Симић. На Обилићевом венцу се 1933. године родила и Маринова кћи Владимира Тартаља-Келемен.
Динамичном изградњом Београда у периоду између 1900. г. и 1940. г. довршено је просторно уобличавање Обилићевог венца тиме што су на место највећег броја приземница дошле вишеспратне зграде у стилу Сецесије, Арт декоа и Модерне.

## Примерци архитектуре од културно-историјске вредности XX века

### Сецесија и Ар Деко
Типичан пример сецесије је породична кућа Стеве Јовановића Ресавца на бр. 16, (архитекта Бранко Таназевић) из 1912. године. Вредни пажње су и стамбено-пословне зграде Оливије Б. Мигрић, рођене Панђела, на бр. 26, Јована Антонијевића (Кафана "Руски цар") на бр. 29 и Младена Обрадовића на бр. 19.
Иако је у стручној литератури, зграда породице Антонијевић заведена у Кнез Михаиловој улици, историјски је ресторан "Руски цар", нераскидиво везан за Обилићев венац. Истоимена кафана се наиме помиње још од 1875. године, а била је изграђена на идентичном потезу на коме се вековима налазио оријентални „Каравансарај”. Нова зграда ресторана подигнута је између 1922. и 1925. године према плановима архитекте Петра Поповића. Заједно са Мигрићевом зградом на бр. 26, коју је пројектовао руски архитекта Владимир Иванович Билински (1880-1942), обе одражавају више него добро познавање декоративне пластике ар деко-а. Зграда на бр. 19 је подигнута према плановима архитекте Леона Талвија око 1925, у неокласицистичком маниру с примесама ар декоа.

### Модерна
Пословна зграда ПРИЗАД-а (Танјуг), некада седиште ОЗНЕ и УДБЕ, на бр. 2, дело је архитекте Богдана Несторовића, затим следе,  стамбено-пословне зграде Анатолија Ивановића, на бр. 5 изграђене 1936, у којој се данас налази Завод за уџбенике, затим Мише В. Симића на бр. 22 и Браће Србић на бр. 24, обе изграђене 1939. и 1940, према плановима архитекте Бранислава Маринковића (1904-1981), и коначно, Хотел „Мажестик“, изграђен у периоду 1937-1940, по пројекту његовог сопственика, архитекте Милана С. Минића, све заједно улазе у ред успелијих грађевина у стилу модерне на територији града Београда.

## Обилићев венац у новом миленијуму
Као жив организам, Обилићев венац не престаје да се изграђује ни у следећим етапама, али у њему остају доминантне зграде подигнуте до 1940. г. Јер оне му дају један посебан печат, као сведочанство европеизације Београда.

## Галерија
- J. Б. ГУМП, План Београда почетак XVIII века
- Гравира, Београд, „Град Београд у XVIII веку”[а]
- Ибрахим-бегова џамија на месту бивше робне куће ”ТА-ТА” а потом "Београд"
- Поглед на Обилићев венац од Позоришног Трга,[б]
- Кућа породице Симић,[в]
- Сецесија, кућа Стеве Јовановића Ресавца, око 1906.
- Пословна зграда ПРИЗАД-а, [г]
- Зграда Мише В. Симића, 1938, архитекта Бранислав Маринковић
- Стамбена зграда Младена Обрадовића,[д]
- Стамбено-пословна зграда породице Антонијевић, познатија као ”Руски Цар”, детаљ фасаде.
- Аутобус "Врабац" на Обилићевом венцу